# راوی پاندیت
راوی پاندیت (انگلیسی: Ravi Pandit) کارآفرین اهل هند است، که در سال ۱۹۹۰ شرکت کپیت را تأسیس کرد.